# Cristo in trono adorato da angeli
Cristo in trono adorato da angeli è un dipinto a tempera e oro su tavola (152,3x68,5 cm) di Giovanni da Milano, databile al 1371 circa e conservato nella Pinacoteca di Brera a Milano.

## Storia
L'opera si trovava sul mercato antiquario inglese, dove venne acquistata il milanese Carlo Fossetti. Passata poi ad Alessandro Contini Bonacossi nel 1940, venne ceduta nel 1970 al museo milanese.
La destinazione originale del dipinto è sconosciuta, ma ipotesi recenti hanno ricostruito un polittico per il monastero di Santa Maria degli Angeli a Firenze eseguito verso il 1371, di cui farebbero parte anche altre tre tavole: una alla Galleria Sabauda di Torino, una alla National Gallery di Londra e una nella Collezione Bacri di Parigi.

## Descrizione e stile
Cristo, su un trono del quale si vedono solo i grandini della base e due intagli leonini alle estremità dei braccioli, sta seduto in posizione benedicente con in mano il libro della Sacra Scrittura aperto ("Ego sum alpha et o[mega]..."). Si tratta dell'iconografia del Rex iustitiae, cioè di Gesù come re e giudice nell'Apocalisse. La sua figura è monumentale, con il panneggio del manto blu che ne esalta la plasticità, quasi dilatandola, secondo la lezione di Giotto. Egli è circondato dall'abbagliante fondo oro, che ne simboleggia la gloria. Il suo sguardo non cerca direttamente lo spettatore ma diverge leggermente verso destra. Alcuni dettagli sono straordinari, come la mano in scorcio, colta nel gesto in corso di sollevarsi per benedire. 
In basso, su differenti gradini, si trovano quattro angeli che lo guardano in posizione di preghiera, con le mani incrociate sul petto; nelle loro figure si nota la volontà di rompere la rigida simmetria variandone la disposizione spaziale: due sono di profilo, uno di tre quarti ed uno è quasi voltato di schiena.